# Got 'til It's Gone
Singles de Janet Jackson
Twenty Foreplay Together Again
Got 'til It's Gone est une chanson interprétée par Janet Jackson, avec la participation du rappeur américain Q-Tip et de la chanteuse canadienne Joni Mitchell. C'est le premier single extrait du sixième album studio de Janet Jackson, The Velvet Rope, sorti en 1997.

## Informations
La chanson utilise un sample d'un titre de Joni Mitchell, Big Yellow Taxi. La chanteuse Des'ree poursuivra par la suite Janet Jackson en justice, affirmant que sa chanson de 1991 Feel So High a également été samplée dans Got 'til It's Gone.
Janet Jackson a interprété cette chanson lors des tournées : Velvet Rope Tour, All for You Tour et Rock Witchu Tour.
En 2006, la chanson du rappeur T.I. Why You Wanna utilise les chœurs de Q-Tip sur "Got 'til It's Gone" : "Now why you wanna go and do that?". Q-Tip apparait dans le remix de cette chanson et la phrase est utilisée de façon similaire dans le couplet de Q-Tip dans la chanson de A Tribe Called Quest, Find a Way, en 1998.

## Clip vidéo
Le clip vidéo de Got 'til It's Gone a été réalisé par Mark Romanek à Los Angeles. Il se déroule au temps de l'apartheid et Janet Jackson y interprète le rôle d'une chanteuse de lounge. Inspirée par les cultures africaine et afro-américaine des années 1960 et 1970, le clip dépeint un groupe de personnes passant du bon temps. Joni Mitchell apparait au début de la vidéo, sur un écran de télévision. Le mannequin Alek Wek y figure également. En 1998, ce clip a remporté le Grammy Award du meilleur clip vidéo. Il figure sur le DVD From janet. to Damita Jo: The Videos.

## Supports
| European CD single (VSCDE 1666) 1. Radio Edit – 3:39 2. Mellow Mix – 5:11 European CD maxi single (7243 8 94600 2 5) UK CD single (VSCDG 1666) Japanese promo CD single (VJCP-12070) 1. Radio Edit – 3:39 2. Mellow Mix – 5:11 3. Nellee Hooper Master Mix – 4:18 4. Mellow Mix Edit – 3:51 5. Album Version – 4:00 European cassette single (VSC 1666) 1. Morales My Club Mix – 7:48 2. Morales Extended Classic Club Mix – 10:11 3. Morales Def Club Mix – 10:54 UK 12" promo single (VSTDJ 1666) 1. Mellow Mix – 5:11 2. Mellow Mix Edit – 3:51 3. Album Version – 4:00 4. Instrumental – 4:49 UK double 12" single (VSTX 1666) UK double 12" promo single (VSTXDJ 1666) 1. Def Club Mix – 10:53 2. Armand Van Helden Speedy Garage Mix – 9:11 3. Def The Bass Mix – 9:12 4. Def Instrumental – 8:44 5. Armand Van Helden Bonus Beats – 5:05 | UK 12" single (VST 1666) 1. Album Version – 4:00 2. Instrumental – 4:49 3. Mellow Mix – 5:11 4. Nellee Hooper Master Mix – 4:18 U.S. 12" promo single (SPRO-12732) 1. Radio Edit – 3:39 2. No Q-Tip – 3:51 3. No Rap – 3:38 4. Instrumental – 4:49 5. Album Version – 4:00 U.S. double 12" promo single (SPRO-12768) 1. Def Club Mix – 10:53 2. Def Radio Mix – 3:18 3. Armand Van Helden Speedy Garage Mix – 9:11 4. Nellee Hooper Master Mix – 4:19 5. Mellow Mix – 5:10 6. Ummah's Uptown Saturday Night Mix – 4:23 7. Original Extended Version – 5:31 8. Ummah Jay Dee's Revenge Mix – 3:45 9. Instrumental – 4:49 Canadian promo CD single (CDPROJANCAAV) 1. Mellow Mix – 5:11 2. Nellee Hooper Master Mix – 4:18 |

## Remixes officiels
| - Album Version Edit – 4:01 - Radio Edit – 3:39 - No Q-Tip – 3:56 - No Rap – 3:43 - Instrumental – 4:54 - Album Version – 5:31 - Mellow Mix – 5:11/Jimmy Jam Mellow Mix – 5:10 - Mellow Mix Edit – 3:52 - Nellee Hooper Master Mix – 4:19 - Nellee Hooper Remix (Edited Master) – 4.04 - Ummah Jay Dee's Revenge Mix – 3:45 - Ummah's Uptown Saturday Night Mix – 4:23 - Armand Van Helden Bonus Beats – 5:05 | - Armand Van Helden Speed Garage Mix – 9:08 - Armand Van Helden Extended Mix - 10:14 - Armand Van Helden 12" Mix - 12:50 - Morales Def Club Mix – 10:54 - Morales Def Extended Radio Mix – 5:12 - Morales Def Instrumental Dub – 8:44 - Morales Def Radio Mix – 3:18 - Morales Def The Bass Mix – 9:12 - Morales My Club Mix – 7:48 - Morales Drum & Beats Remix – 3:52 - Morales Drum, Bass & Beats Remix – 11:43 - Morales Classic Club Mix Edit – 8:48 - Morales Classic Club Mix – 10:11 - Morales Classic Radio Mix – 3:54 |

## Classements et ventes
| Pays (1997)                            | Meilleure position |
| -------------------------------------- | ------------------ |
| Australian Singles Chart               | 10                 |
| Austrian Singles Chart                 | 21                 |
| Belgian Singles Chart (Flanders)       | 23                 |
| Belgian Singles Chart (Wallonia)       | 29                 |
| Canadian Singles Chart                 | 10                 |
| Danish Singles Chart                   | 5                  |
| Dutch Top 40                           | 6                  |
| European Hot 100 Singles               | 6                  |
| Finnish Singles Chart                  | 17                 |
| French Singles Chart                   | 11                 |
| German Singles Chart                   | 17                 |
| Irish Singles Chart                    | 16                 |
| Italian Singles Chart                  | 16                 |
| New Zealand Singles Chart              | 4                  |
| Norwegian Singles Chart                | 13                 |
| Swedish Singles Chart                  | 6                  |
| Swiss Singles Chart                    | 11                 |
| UK Singles Chart                       | 6                  |
| U.S. Billboard Hot 100 Airplay         | 36                 |
| U.S. Billboard Hot R&B/Hip-Hop Airplay | 3                  |
| U.S. Billboard Hot Dance Club Play     | 6                  |

| Pays        | Certification |
| ----------- | ------------- |
| Australie   | Or            |
| France      | Argent        |
| Royaume-Uni | Argent        |